# Веллингтон (тауншип, Миннесота)
Веллингтон (англ. Wellington) — тауншип в округе Ренвилл, Миннесота, США. На 2000 год его население составило 242 человека.

## География
По данным Бюро переписи населения США площадь тауншипа составляет 94,1 км², из которых 93,5 км² занимает суша, а 0,6 км² — вода (0,61 %).

## Демография
По данным переписи населения 2000 года здесь находились 242 человека, 85 домохозяйств и 70 семей.  Плотность населения —  2,6 чел./км².  На территории тауншипа расположено 93 постройки со средней плотностью 1,0 построек на один квадратный километр. Расовый состав населения: 98,35 % белых, 0,83 % — других рас США и 0,83 % приходится на две или более других рас. Испанцы или латиноамериканцы любой расы составляли 2,89 % от популяции тауншипа.
Из 85 домохозяйств в 37,6 % воспитывались дети до 18 лет, в 76,5 % проживали супружеские пары, в 2,4 % проживали незамужние женщины и в 16,5 % домохозяйств проживали несемейные люди. 16,5 % домохозяйств состояли из одного человека, при том 5,9 % из — одиноких пожилых людей старше 65 лет. Средний размер домохозяйства — 2,85, а семьи — 3,14 человека.
27,3 % населения — младше 18 лет, 5,8 % — в возрасте от 18 до 24 лет, 24,4 % — от 25 до 44, 26,9 % — от 45 до 64, и 15,7 % — старше 65 лет. Средний возраст — 41 год. На каждые 100 женщин приходилось 100,0 мужчин.  На каждые 100 женщин старше 18 приходилось 109,5 мужчин.
Средний годовой доход домохозяйства составлял 38 281 доллар, а средний годовой доход семьи —  46 875 долларов. Средний доход мужчин —  30 313  долларов, в то время как у женщин — 26 607. Доход на душу населения составил 15 746 долларов. За чертой бедности находились 11,9 % семей и 8,9 % всего населения тауншипа, из которых 7,3 % младше 18 и 19,0 % старше 65 лет.